# Shogi
Shogi (em japonês:  将棋, shōgi /  pronúncia em japonês: [ɕo̞ːŋi] ou [ɕo̞ːɡʲi] ), também conhecido como Xadrez Japonês ou Jogo dos Generais, é um jogo de estratégia de tabuleiro para dois jogadores, sendo a variante japonesa do xadrez. É a variante mais popular do xadrez no Japão.
O shogi foi a primeira variante do xadrez em permitir que peças capturadas retornassem para o tabuleiro através do jogador que as capturou. Especula-se que essa regra de reposição tenha sido inventada no século XV e possivelmente está associada a prática de mercenários do mesmo século trocarem sua lealdade quando capturados ao invés de serem mortos.
O mais antigo predecessor do jogo foi o chaturanga, originado na índia no século VI, e o jogo foi levado provavelmente para o Japão através da China ou Coréia em algum momento do período Nara. O Shogi na sua forma atual já era jogado no início do século XVI, enquanto que um predecessor da regra de reposição está registrado no histórico documento Nichūreki, o qual foi editado e copiado dos registros  Shōchūreki e Kaichūreki no final do período Heian (c.1120).

## Materiais

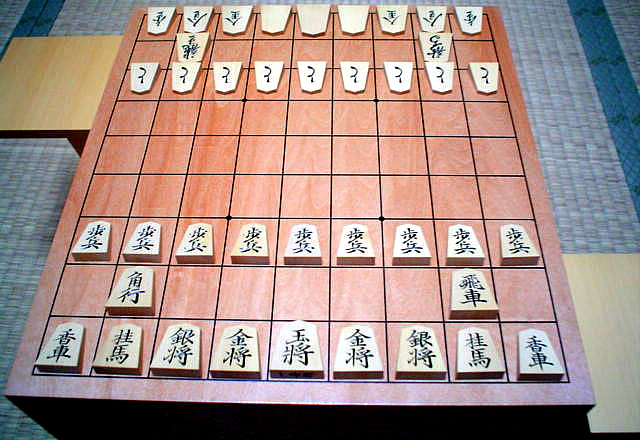
Um tradicional shōgi ban (tabuleiro de shogi) mostrando um conjunto de koma (peças). As peças adversárias estão viradas para mostrarem seu valor quando promovidas. Os pequenos pedaços de madeira adjacentes com uma superfície lisa são os komadai usados para guardar as peças capturadas. O tabuleiro em si está cercado por um tatami no chão para deixar os jogadores confortáveis, e o tabuleiro é oco por dentro para produzir um som agradável quando as peças são movidas

Dois jogadores se enfrentam através de um tabuleiro composto por retângulos divididos em 9 fileiras (段) e 9 colunas (筋), criando-se um segmento de 81 casas. Em japonês, esses dois jogadores são chamados de Sente 先手 (primeiro jogador) e Gote 後手 (segundo jogador), mas em português são comumente referidos como o jogador que joga de pretas e o oponente que joga de brancas, e as pretas sempre jogam primeiro. O tabuleiro é quase sempre retangular, e os retângulos não são diferenciados por casas pretas e brancas como no xadrez internacional, tendo as mesmas cores. Os pares de pontos marcam as zonas de promoção.
Cada jogador têm um conjunto de 20 peças achatadas de forma pentagonal com tamanhos ligeiramente diferentes. Exceto pelos reis, as peças opostas não são diferenciadas por marcas ou cores. As peças são apontadas em direções opostas e isto determina se são aliadas ou do adversário – mostrando quem controla a peça durante a jogada. As peças maiores (mais importantes) para as menores (menos importantes) são:
- 1 Rei
- 1 Torre
- 1 Bispo
- 2 Generais de Ouro
- 2 Generais de Prata
- 2 Cavalos
- 2 Lanças
- 9 Peões

Vários destes nomes foram escolhidos de maneira grosseira aos seus equivalentes do xadrez internacional, e não são traduções literais dos nomes japoneses.
Cada peça tem seu nome escrito na superfície na forma de dois kanji (caracteres chineses usados no japonês), usando uma tinta preta. No lado reverso de cada peça, com exceções do rei ou do general, existem um ou dois outros caracteres, sendo no conjunto de peças amadoras de outra cor (usualmente o vermelho); esse lado é virado durante a partida indicando que a peça foi promovida.
A tabela a seguir são as peças em japonês e suas representações em nomes equivalentes em português. As abreviações usadas para o jogo são para fins de anotações e geralmente são usadas pelos caracteres em japonês e seu significado literal nesse idioma e também as abreviações em inglês.
| Nome em português                                    | Imagem | Kanji | Rōmaji         | Significado          | Abreviações | Abreviações | Abreviações | Notação Betza |
| ---------------------------------------------------- | ------ | ----- | -------------- | -------------------- | ----------- | ----------- | ----------- | ------------- |
| Rei (Jogador com rating mais alto ou atual vencedor) |        | 王將  | ōshō           | general rei          | K           | 王          | ō           | K             |
| Rei (Jogador com rating mais baixo ou desafiante)    |        | 玉將  | gyokushō       | general de joias     | K           | 玉          | gyoku       | K             |
| Torre                                                |        | 飛車  | hisha          | carruagem voadora    | R           | 飛          | hi          | R             |
| Torre promovida ("Dragão")                           |        | 龍王  | ryūō           | dragão rei           | +R          | 龍 ou 竜    | ryū         | FR            |
| Bispo                                                |        | 角行  | kakugyō        | move em ângulo       | B           | 角          | kaku        | B             |
| Bispo promovido ("Cavalo Dragão")                    |        | 龍馬  | ryūma ou ryūme | dragão cavalo        | +B          | 馬          | uma         | WB            |
| General de Ouro ("Ouro")                             |        | 金將  | kinshō         | general de ouro      | G           | 金          | kin         | WfF           |
| General de prata ("Prata")                           |        | 銀將  | ginshō         | general de prata     | S           | 銀          | gin         | FfW           |
| Prata promovido                                      |        | 成銀  | narigin        | prata promovido      | +S          | (全)        | —           | WfF           |
| Cavalo                                               |        | 桂馬  | keima          | cavalo de canela     | N           | 桂          | kei         | fN            |
| Cavalo promovido                                     |        | 成桂  | narikei        | canela promovida     | +N          | (圭 ou 今)  | —           | WfF           |
| Lança                                                |        | 香車  | kyōsha         | carruagem de incenso | L           | 香          | kyō         | fR            |
| Lança promovida                                      |        | 成香  | narikyō        | inceso promovido     | +L          | (杏 ou 仝)  | —           | WfF           |
| Peão                                                 |        | 歩兵  | fuhyō          | soldado em pé        | P           | 歩          | fu          | fW            |
| Peão promovido ("tokin")                             |        | と金  | tokin          | alcança o ouro       | +P          | と (ou个)   | to          | WfF           |

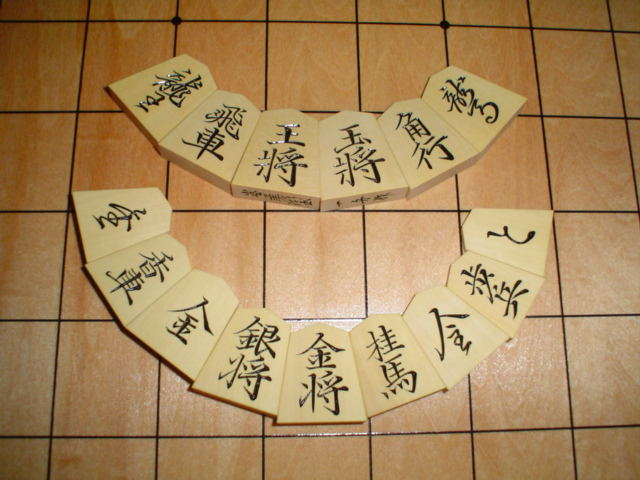
Foto em aproximação de peças de shogi. Em cima: +R, R, K (desafiado), K (desafiante), B, +B. Embaixo: +L, L, +S, S, G, N, +N, P, +P

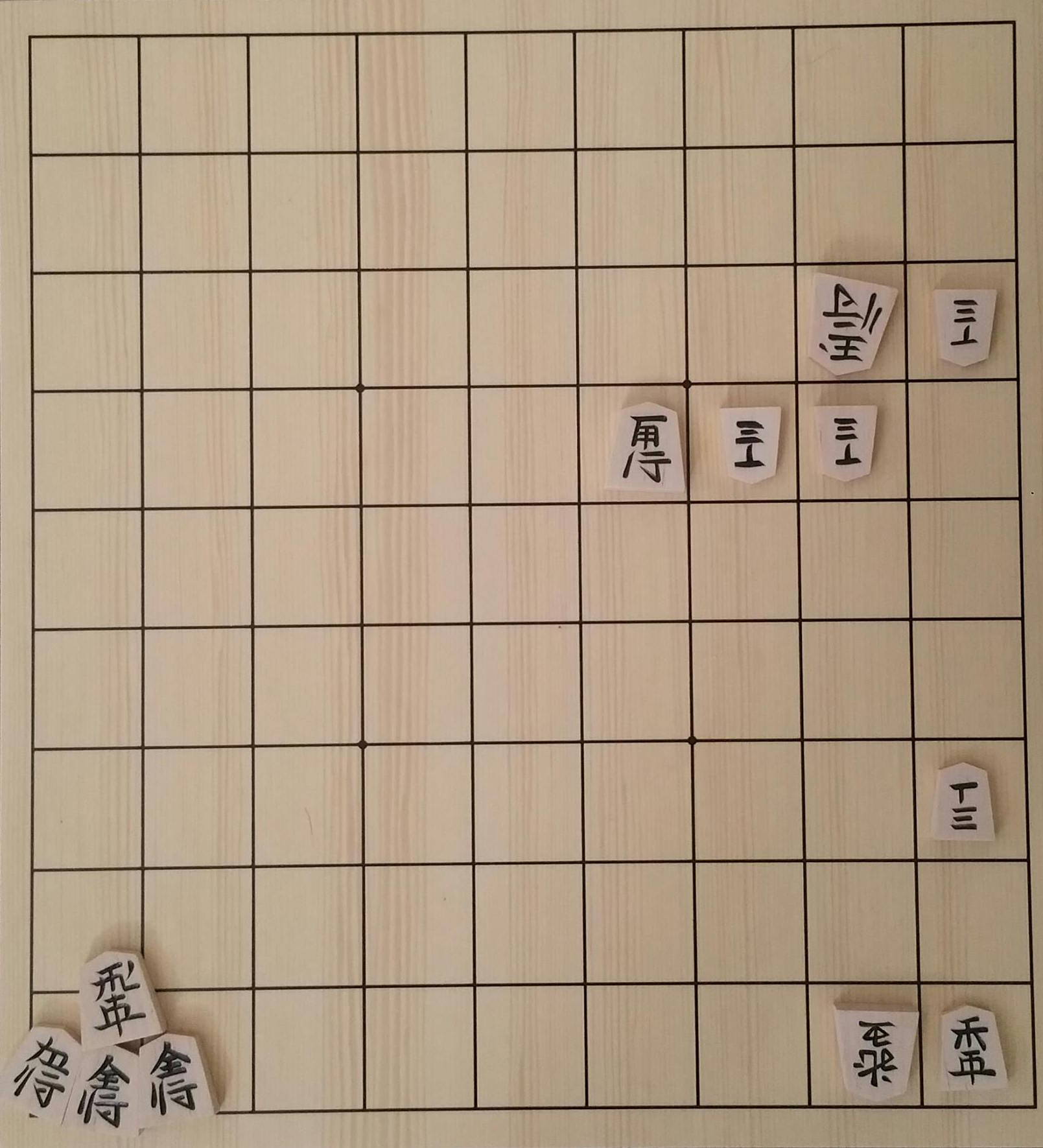
Outro exemplo popular de peças de shogi usando caracteres em japonês. É mostrado um problema de 7 movimentos de tsume shogi. Brancas tem os peões nas casas 13, 24, 34; rei em 23; e uma torre promovida na casa 29. Pretas detêm um bispo em 44, um peão em 17, uma lança em 19, e uma torre, dois ouros e uma prata em mãos.

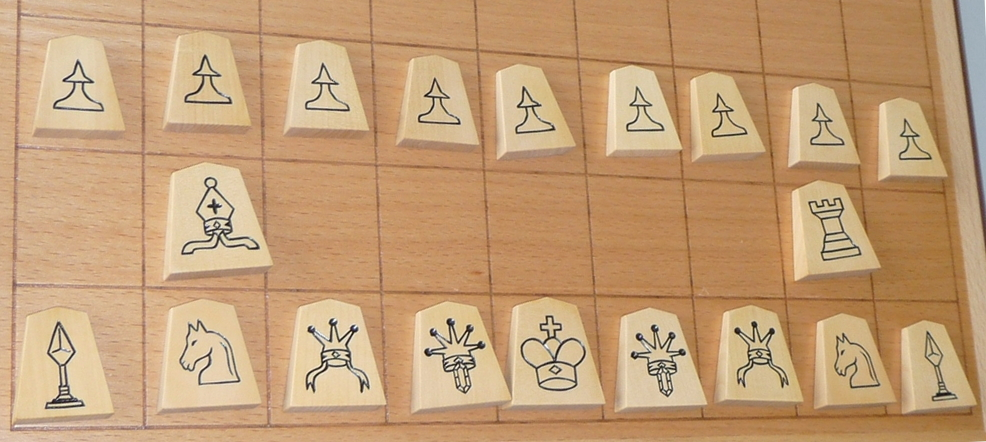
Um exemplo de set internacional de peças de shogi. Nesse set, as peças que não tem o símbolo equivalente ao xadrez internacional têm símbolos que mostram seus movimentos (exemplo: o general de prata com sua "coroa" e "fitas" apontam seus possíveis movimentos

Nativos do português algumas vezes referem os bispos promovidos a cavalos e torres promovidas a dragões, seguindo seus os nomes em japonês, e geralmente se usa o termo em japonês tokin para um peão promovido. Generais de ouro e de prata são simplesmente referidos como ouro e prata, respectivamente.
Os caracteres escritos do lado reverso das peças indicam que são as peças promovidas e podem ter a cor vermelha, e estão usualmente em cursiva. Os caracteres as peças promovidas a generais de ouro estão em variantes em cursiva de 金 'ouro', tornando-se mais cursivas (mais abreviadas) a medida que o valor das peças se tornam menos importantes. Essas variantes em cursiva têm seus equivalentes escritos: 全 para a prata promovida, 今 para o cavalo promovido, 仝 para a lança promovida e 个 para peão promovido (tokin). Outra tipografia convencional das versões dos valores originais, com um número reduzido de complexidade é: 圭 para um cavalo promovido (桂), 杏 para lança promovida (香) e 全 para uma prata promovida, mas apresenta um と (um símbolo hiragana da sílaba "para") no caso de tokin.
A sugestão que os caracteres japoneses impedem que jogadores ocidentais aprendam shogi levou a uma "ocidentalização" das peças que usam ícones ao invés de caracteres. A maioria dos jogadores logo aprendem a reconhecer os caracteres, entretanto, parcialmente porque as peças tradicionais já são icônicas pelo tamanho, com as peças mais fortes sendo maiores. Como resultado, a ocidentalização das peças nunca se tornou popular. Peças bilíngues em japonês e inglês, por exemplo, foram desenvolvidas assim como desenhos de animais.

### Valor das peças
De acordo com Reijer Grimbergen, o valor relativo das peças no shogi são as seguintes:
| Peça   | Peça            | Valor |
| ------ | --------------- | ----- |
| 歩     | peão            | 1     |
| 香, 桂 | lança, cavalo   | 3     |
| 銀, 金 | prata, ouro     | 5     |
| 角     | bispo           | 8     |
| 飛     | torre           | 9     |
| 馬     | bispo promovido | 12    |
| 龍     | torre promovida | 13    |

## Disposição inicial e estilo de jogo

Armação inicial de uma partida de shogi. Pretas (embaixo) começam primeiro

Cada oponente posiciona sua peças aliadas as suas fileiras mais próximas e estas por sua vez em direção ao adversário (em relação ao formato pentagonal. As que apontam para o oponente são consideradas peças aliadas):

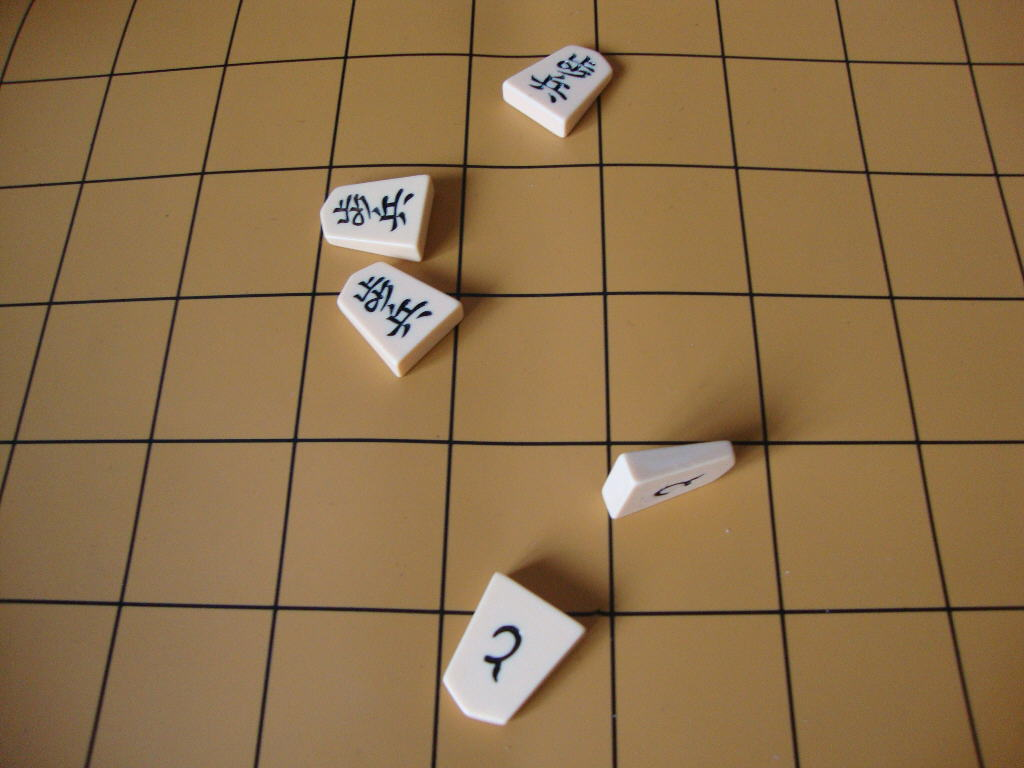
Uma decisão de quem joga primeiro: furiogoma

- Na fileira mais próxima do jogador:
  - O rei é posicionado no centro dessa fileira;
  - Os generais de ouro são posicionados adjacentes ao rei;
  - Os generais de prata são posicionados por sua vez adjacentes aos generais de ouro;
  - Os cavalos são colocados adjacentes aos generais de prata;
  - As lanças são enfileiradas adjacentes aos cavalos.

O que significa, que a primeira fileira é configurada da seguinte maneira
| L | N | S | G | K | G | S | N | L |
ou
| 香 | 桂 | 銀 | 金 | 玉 | 金 | 銀 | 桂 | 香 |
- A segunda fileira têm por sua vez:
  - O bispo, na mesma coluna que o cavalo da esquerda;
  - A torre, na mesma coluna do que o cavalo da direita;
- Na terceira fileira, os nove peões.

Um furigoma 振り駒, 'Arremessar a peça', é usado para decidir quem se movimenta primeiro. Um dos jogadores joga cinco peões. O número de tokins (peões promovidos と) que ficam de face para cima valem mais do que os peões não promovidos (歩), então o jogador que ficou com mais peões não promovidos joga de gote (brancas, e portanto fica com o segundo movimento).
Após os arremessos de peças pelo furigoma, o jogo procede. Se vários jogos são jogados, então os jogadores se alternam em quem joga primeiro nos jogos subsequentes. Em cada turno, um jogador pode tanto mover uma peça que está naquele momento no tabuleiro (e potencialmente promovê-la, capturar uma peça adversária, ou ambas as opções), ou repõe uma peça que foi previamente capturada e colocada novamente no tabuleiro. Essas opções são explicadas abaixo.

## Regras

### Objetivo
O objetivo é dar xeque-mate no rei adversário, ganhando o jogo.

### Movimentos
Rei : Uma casa para qualquer direção.
|  |   |    | \| \| \| \| \| \| \| \| ○ \| ○ \| ○ \| \| \| \| ○ \| 玉 \| ○ \| \| \| \| ○ \| ○ \| ○ \| \| \| \| \| \| \| \| |  |
|  |   |    | |  |
|  | ○ | ○  | ○ |  |
|  | ○ | 玉 | ○ |  |
|  | ○ | ○  | ○ |  |
|  |   |    | |  |

Torre: Qualquer número de casas na vertical ou horizontal.
|   |   |    | \| \| \| │ \| \| \| \| \| \| │ \| \| \| \| ─ \| ─ \| 飛 \| ─ \| ─ \| \| \| \| │ \| \| \| \| \| \| │ \| \| \| |   |
|   |   | │  | |   |
|   |   | │  | |   |
| ─ | ─ | 飛 | ─ | ─ |
|   |   | │  | |   |
|   |   | │  | |   |

Bispo : Qualquer número de casas na diagonal (não havia na versão original, foi importada do xadrez ocidental);
|    |    |    | \| ＼ \| \| \| \| ／ \| \| \| ＼ \| \| ／ \| \| \| \| \| 角 \| \| \| \| \| ／ \| \| ＼ \| \| \| ／ \| \| \| \| ＼ \| |    |
| ＼ |    |    | | ／ |
|    | ＼ |    | ／ |    |
|    |    | 角 | |    |
|    | ／ |    | ＼ |    |
| ／ |    |    | | ＼ |

General de Ouro: Uma casa em qualquer direção, menos nas diagonais para trás.
|  |   |    | \| \| \| \| \| \| \| \| ○ \| ○ \| ○ \| \| \| \| ○ \| 金 \| ○ \| \| \| \| \| ○ \| \| \| \| \| \| \| \| \| |  |
|  |   |    | |  |
|  | ○ | ○  | ○ |  |
|  | ○ | 金 | ○ |  |
|  |   | ○  | |  |
|  |   |    | |  |

General de prata: Uma casa para frente na diagonal ou na vertical, ou uma casa para trás na diagonal;
|  |   |    | \| \| \| \| \| \| \| \| ○ \| ○ \| ○ \| \| \| \| \| 銀 \| \| \| \| \| ○ \| \| ○ \| \| \| \| \| \| \| \| |  |
|  |   |    | |  |
|  | ○ | ○  | ○ |  |
|  |   | 銀 | |  |
|  | ○ |    | ○ |  |
|  |   |    | |  |

Cavalo: Num mesmo movimento, uma casa na vertical para frente e outra na diagonal para frente; não pode recuar.
|  |   |    | \| \| ☆ \| \| ☆ \| \| \| \| \| \| \| \| \| \| \| 桂 \| \| \| \| \| \| \| \| \| \| \| \| \| \| \| |  |
|  | ☆ |    | ☆                                                                                                |  |
|  |   |    |                                                                                                  |  |
|  |   | 桂 |                                                                                                  |  |
|  |   |    |                                                                                                  |  |
|  |   |    |                                                                                                  |  |

Lança: Qualquer número de casas na vertical para frente; não pode recuar.
|  |  |    | \| \| \| │ \| \| \| \| \| \| │ \| \| \| \| \| \| 香 \| \| \| \| \| \| \| \| \| \| \| \| \| \| \| |  |
|  |  | │  |                                                                                                  |  |
|  |  | │  |                                                                                                  |  |
|  |  | 香 |                                                                                                  |  |
|  |  |    |                                                                                                  |  |
|  |  |    |                                                                                                  |  |

Peão: Uma casa para frente.
|  |  |    | \| \| \| \| \| \| \| \| \| ○ \| \| \| \| \| \| 歩 \| \| \| \| \| \| \| \| \| \| \| \| \| \| \| |  |
|  |  |    |                                                                                                |  |
|  |  | ○  |                                                                                                |  |
|  |  | 歩 |                                                                                                |  |
|  |  |    |                                                                                                |  |
|  |  |    |                                                                                                |  |

| Anotações de movimento tanto para peças promovidas ou não | |
| ○                                                         | Movimento para a casa adjacente |
| ☆                                                         | Pula para uma casa não adjacente, incluindo pular qualquer peça                                                                     |
| │                                                         | Possibilidade de movimentos em várias casas naquela direção, isto é, atravessando a quantidade possível e desejada de casas vazias. |
| ─                                                         | Possibilidade de movimentos em várias casas naquela direção, isto é, atravessando a quantidade possível e desejada de casas vazias. |
| ╲                                                         | Possibilidade de movimentos em várias casas naquela direção, isto é, atravessando a quantidade possível e desejada de casas vazias. |
| ╱                                                         | Possibilidade de movimentos em várias casas naquela direção, isto é, atravessando a quantidade possível e desejada de casas vazias. |

### Promoção
| ☖ Jogador B \| \| 9 \| 8 \| 7 \| 6 \| 5 \| 4 \| 3 \| 2 \| 1 \| \| \| a \| \| \| \| \| \| \| \| \| \| 一 \| \| b \| \| \| \| \| \| \| \| \| \| 二 \| \| c \| \| \| \| \| \| \| \| \| \| 三 \| \| d \| \| \| \| \| \| \| \| \| \| 四 \| \| e \| \| \| \| \| \| \| \| \| \| 五 \| \| f \| \| \| \| \| \| \| \| \| \| 六 \| \| g \| \| \| \| \| \| \| \| \| \| 七 \| \| h \| \| \| \| \| \| \| \| \| \| 八 \| \| i \| \| \| \| \| \| \| \| \| \| 九 \| |    |    |    |    |    |    |    |    |    |    |
| ☗ Jogador A |    |    |    |    |    |    |    |    |    |    |
| | 9  | 8  | 7  | 6  | 5  | 4  | 3  | 2  | 1  |    |
| a | 91 | 81 | 71 | 61 | 51 | 41 | 31 | 21 | 11 | 一 |
| b | 92 | 82 | 72 | 62 | 52 | 42 | 32 | 22 | 12 | 二 |
| c | 93 | 83 | 73 | 63 | 53 | 43 | 33 | 23 | 13 | 三 |
| d | 94 | 84 | 74 | 64 | 54 | 44 | 34 | 24 | 14 | 四 |
| e | 95 | 85 | 75 | 65 | 55 | 45 | 35 | 25 | 15 | 五 |
| f | 96 | 86 | 76 | 66 | 56 | 46 | 36 | 26 | 16 | 六 |
| g | 97 | 87 | 77 | 67 | 57 | 47 | 37 | 27 | 17 | 七 |
| h | 98 | 88 | 78 | 68 | 58 | 48 | 38 | 28 | 18 | 八 |
| i | 99 | 89 | 79 | 69 | 59 | 49 | 39 | 29 | 19 | 九 |

| ☖ Jogador B \| \| 9 \| 8 \| 7 \| 6 \| 5 \| 4 \| 3 \| 2 \| 1 \| \| \| a \| \| \| \| \| \| \| \| \| \| 一 \| \| b \| \| \| \| \| \| \| \| \| \| 二 \| \| c \| \| \| \| \| \| \| \| \| \| 三 \| \| d \| \| \| \| \| \| \| \| \| \| 四 \| \| e \| \| \| \| \| \| \| \| \| \| 五 \| \| f \| \| \| \| \| \| \| \| \| \| 六 \| \| g \| \| \| \| \| \| \| \| \| \| 七 \| \| h \| \| \| \| \| \| \| \| \| \| 八 \| \| i \| \| \| \| \| \| \| \| \| \| 九 \| |    |    |    |    |    |    |    |    |    |    |
| ☗ Jogador A |    |    |    |    |    |    |    |    |    |    |
| | 9  | 8  | 7  | 6  | 5  | 4  | 3  | 2  | 1  |    |
| a | 91 | 81 | 71 | 61 | 51 | 41 | 31 | 21 | 11 | 一 |
| b | 92 | 82 | 72 | 62 | 52 | 42 | 32 | 22 | 12 | 二 |
| c | 93 | 83 | 73 | 63 | 53 | 43 | 33 | 23 | 13 | 三 |
| d | 94 | 84 | 74 | 64 | 54 | 44 | 34 | 24 | 14 | 四 |
| e | 95 | 85 | 75 | 65 | 55 | 45 | 35 | 25 | 15 | 五 |
| f | 96 | 86 | 76 | 66 | 56 | 46 | 36 | 26 | 16 | 六 |
| g | 97 | 87 | 77 | 67 | 57 | 47 | 37 | 27 | 17 | 七 |
| h | 98 | 88 | 78 | 68 | 58 | 48 | 38 | 28 | 18 | 八 |
| i | 99 | 89 | 79 | 69 | 59 | 49 | 39 | 29 | 19 | 九 |

Uma zona de promoção do jogador consiste nas três últimas fileiras do campo de jogo, ocupadas pelas peças oponentes do jogador. Essa zona é geralmente delineada nos tabuleiros de shogi por dois pequenos pontos. Quando uma peça é movida dentro da zona de promoção (isso é, se a peça move de fora para dentro da zona de promoção, ou entre a zona de promoção; mas não se é recolocada dentro da zona – ver regra de reposição), então o jogador tem a opção de promover a peça no final do turno. A promoção é indicada quando se é virado a peça depois de movê-la, revelando-se o caractere da peça promovida.
Se um peão ou uma lança são movidos para a última fileira, ou um cavalo é movido para a penúltima fileira, as peças devem ser promovidas (caso contrário, não teria movimentos legais para se jogar subsequentemente). Um general de prata não necessariamente é obrigado a se promover, e é geralmente perigoso para o adversário manter um general de prata não promovido (é mais fácil, por exemplo, em infiltrar um prata atrás das linhas inimigas; enquanto que um prata promovido pode apenas recuar uma casa, e ser facilmente bloqueado). Uma torre, bispo ou peão são geralmente promovidos, ao menos que tenha o problema do "mate com a reposição do peão" (ver regra de reposição de peças).
Promover peças alteram a forma que elas se movem. São as seguintes:
- Um general de prata, cavalo, lança ou peão se tornam um general de ouro quando promovidos.
- Uma torre ou bispo mantêm seus movimentos originais e ganham o poder de se movimentarem uma peça adjacente para qualquer lado (como o rei). Para um bispo promovido, significa sair das casas diagonais que ele inicialmente fica confinado para qualquer casa do tabuleiro.
- Um rei ou um general de ouro não se promovem; regra que também se segue para uma peça que já está promovida.

Quando capturada, uma peça perde seu status de promovida. Seguindo o jogo de qualquer outra maneira a promoção é permanente.
Torre promovida (Dragão-rei): A torre promovida se move como torre mais o movimento de um rei
|   | \| \| \| │ \| \| \| \| \| ○ \| │ \| ○ \| \| \| ─ \| ─ \| 龍 \| ─ \| ─ \| \| \| ○ \| │ \| ○ \| \| \| \| \| │ \| \| \| |    |   |   |
|   | | │  |   |   |
|   | ○ | │  | ○ |   |
| ─ | ─ | 龍 | ─ | ─ |
|   | ○ | │  | ○ |   |
|   | | │  |   |   |

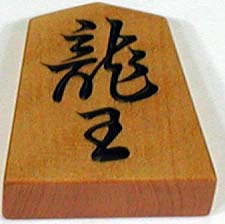
O dragão rei

Bispo promovido (Dragão cavalo): O bispo promovido se move como bispo e como rei.
|    | \| ＼ \| \| \| \| ／ \| \| \| ＼ \| ○ \| ／ \| \| \| \| ○ \| 馬 \| ○ \| \| \| \| ／ \| ○ \| ＼ \| \| \| ／ \| \| \| \| ＼ \| |    |    |    |
| ＼ | |    |    | ／ |
|    | ＼ | ○  | ／ |    |
|    | ○ | 馬 | ○  |    |
|    | ／ | ○  | ＼ |    |
| ／ | |    |    | ＼ |

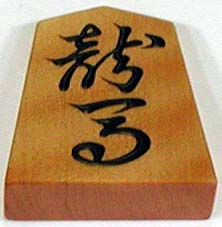
O dragão-cavalo

General de prata promovido: O general de prata promovido se move como o general de ouro
|  | \| \| \| \| \| \| \| \| ○ \| ○ \| ○ \| \| \| \| ○ \| 全 \| ○ \| \| \| \| \| ○ \| \| \| \| \| \| \| \| \| |    |   |  |
|  | |    |   |  |
|  | ○ | ○  | ○ |  |
|  | ○ | 全 | ○ |  |
|  | | ○  |   |  |
|  | |    |   |  |

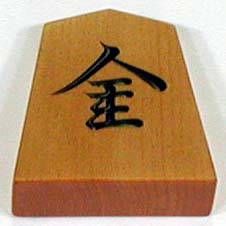
O general de prata promovido

Cavalo promovido : O cavalo promovido se move como o general de ouro.
|  | \| \| \| \| \| \| \| \| ○ \| ○ \| ○ \| \| \| \| ○ \| 圭 \| ○ \| \| \| \| \| ○ \| \| \| \| \| \| \| \| \| |    |   |  |
|  | |    |   |  |
|  | ○ | ○  | ○ |  |
|  | ○ | 圭 | ○ |  |
|  | | ○  |   |  |
|  | |    |   |  |

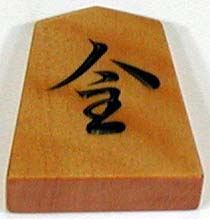
O cavalo promovido

Lança promovida: A lança promovida se move como o general de ouro
|  | \| \| \| \| \| \| \| \| ○ \| ○ \| ○ \| \| \| \| ○ \| 杏 \| ○ \| \| \| \| \| ○ \| \| \| \| \| \| \| \| \| |    |   |  |
|  | |    |   |  |
|  | ○ | ○  | ○ |  |
|  | ○ | 杏 | ○ |  |
|  | | ○  |   |  |
|  | |    |   |  |

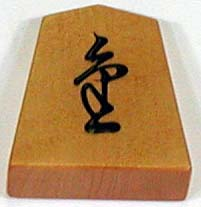
A lança promovida

Peão promovido (Tokin): O peão promovido se move como o general de ouro

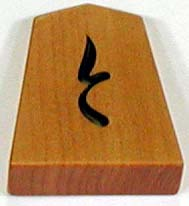
O peão promovido

|  | \| \| \| \| \| \| \| \| ○ \| ○ \| ○ \| \| \| \| ○ \| と \| ○ \| \| \| \| \| ○ \| \| \| \| \| \| \| \| \| |    |   |  |
|  | |    |   |  |
|  | ○ | ○  | ○ |  |
|  | ○ | と | ○ |  |
|  | | ○  |   |  |
|  | |    |   |  |

### Regra de reposição

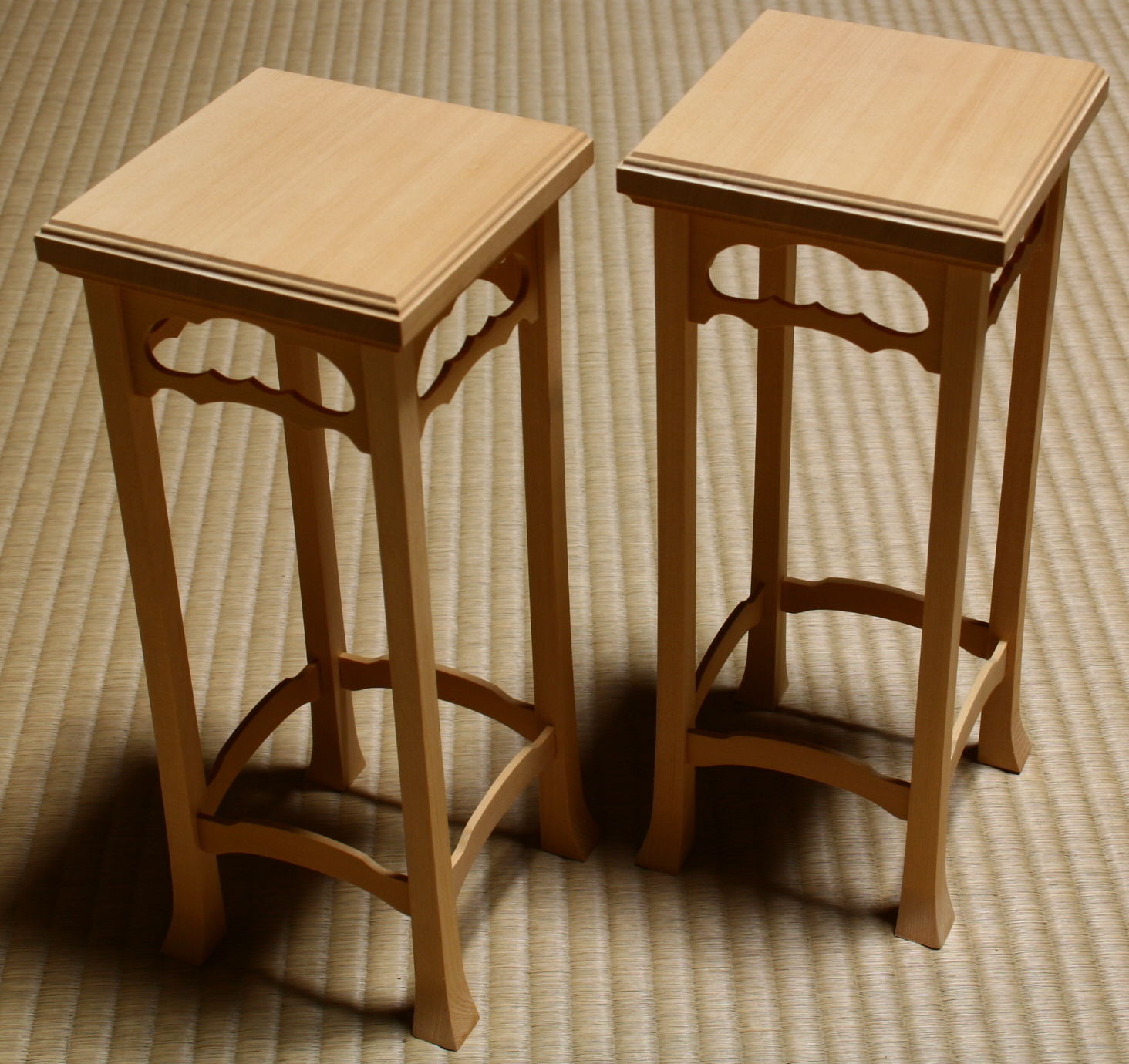
Tradicionais peças de madeira em que se colocam as peças em mãos

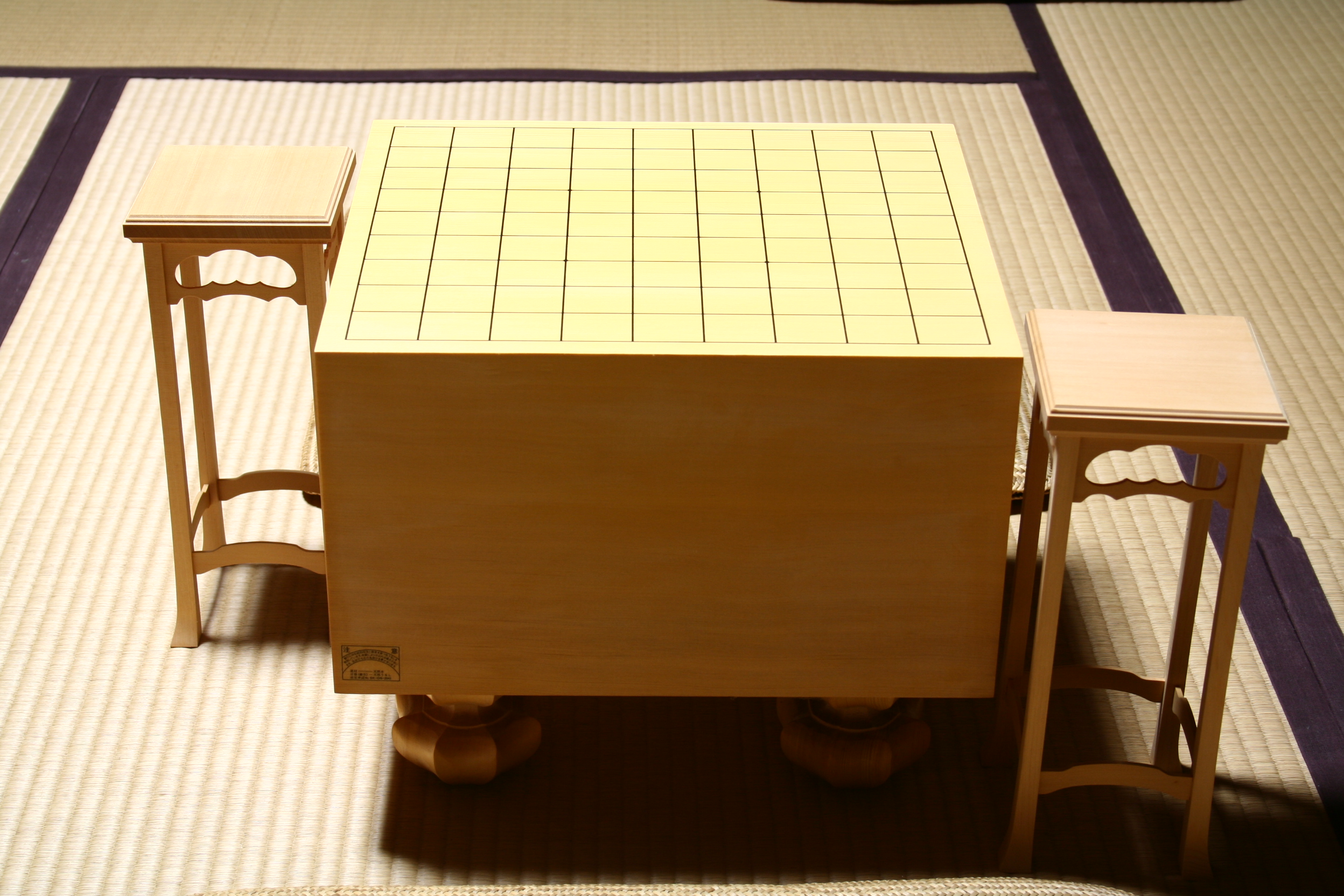
Local onde as peças de madeira onde ficam as peças em mãos se localizam no tabuleiro

Peças capturadas são retidas em mãos e podem ser recolocadas novamente em jogo sob o controle de quem as detêm. Em inglês o nome da regra é chamada de drop. O termo em japonês para as peças em mãos podem ser tanto denominado 持ち駒 mochigoma ou 手駒 tegoma. Em qualquer turno, ao invés de mexer uma peça no tabuleiro, um jogador pode selecionar uma peça em mãos e recolocá-la – de maneira não promovida e encarando o lado do oponente - em uma casa vazia. A peça é então uma das peças ativas do jogador no tabuleiro e pode mover de acordo com as regras. Isto é chamado reposição de peças, e conta como um movimento.
Uma reposição não pode capturar uma peça, nem sequer recolocar na zona de promoção leva a promover imediatamente a peça. Capturar e/ou promover podem ocorrer normalmente nas jogadas subsequentes.
- Restrições: Existem três restrições em recolocar peças; as duas últimas se aplicam apenas aos peões.

1. Peças sem movimentação (japonês: 行き所のない駒 ikidokorononaikoma): Peões, lanças e cavalos não podem ser recolocados na última e nona fileira, e cavaleiros não podem ser recolocados na penúltima e oitava fileira; isto se segue porque em tais recolocações as peças não teriam movimentos legais nos próximos turnos (já que só podem se mover para frente).
2. Dois peões (japonês 二歩 nifu): um peão não deve ser colocado na mesma coluna que contenha outro peão não promovido do mesmo jogador (peões não promovidos não contam para essa regra).
3. Dar mate com o peão (japonês: 打ち歩詰め uchifudzume): Um peão não deve ser recolocado dando um xeque-mate imediato. (Essa regra apenas se aplica quando essas três condições são atendidas: peão sendo incluído, reposição e xeque-mate − para nota de esclarecimento: um jogador pode dar um xeque-mate imediato com qualquer outra peça que não seja o peão, pode dar xeque-mate com um peão que já está no tabuleiro, ou ainda um peão pode ser recolocado dando xeque desde que não resulte em xeque-mate).

A justificativa da segunda restrição é de que um jogador que tenha peões em todas as colunas não podem recolocar um peão em qualquer lugar. Por essa razão, é comum sacrificar um peão para ganhar flexibilidade nas recolocações.
Peças capturadas são tipicamente mantidas em um pedaço de madeira (駒台 komadai) as quais são tradicionalmente posicionadas no canto esquerdo-inferior do tabuleiro da perspectiva de cada jogador. Não é permitido esconder do outro jogador quais peças têm em mãos.
É comum para os jogadores em trocarem os bispos, que se cruzam no tabuleiro na disposição inicial do jogo. Isto leva cada jogador a ter um bispo em mãos para ser recolocado posteriormente. A habilidade em recolocar peças é o que dá riqueza e complexidade ao jogo. O fato que nenhuma peça está totalmente fora de jogo é o fato da raridade de empates.

## Xeque e outros resultados
Quando um jogador ameaça capturar o rei oponente no próximo turno, é dito que o rei está em xeque. Se o rei do jogador está em xeque, é necessário responder a essa ameaça se for possível. As formas de fazer isso são tirar o rei da posição de xeque para uma outra casa, capturar a peça que o ameaça ou colocar uma peça entre o rei e a peça que está ameaçando, obstruindo o xeque.
Para anunciar o xeque em japonês, pode-se dizer ōte (王手). Entretanto, isto é uma influência do xadrez internacional e não é obrigatório, mesmo de maneira cortês. Anunciar um xeque falando é desconsiderado em um jogo sério.

### Fim de jogo
A maneira mais comum de um jogo de shogi terminar é um lado dar xeque-mate no rei oponente, o qual após o lance o jogador derrotado é fornecido a chance de admitir sua derrota. Ao contrário do xadrez internacional ou xiangqi, o xeque-mate é praticamente quase sempre o fim de jogo no shogi já que peças nunca são realmente retiradas de circulação na partida, o que dá aos jogadores poder de peças o suficiente para realizar o xeque-mate. Entretanto, há outras três maneiras de um jogo terminar: repetição (千日手 sennichite), impasse (持将棋 jishōgi) e um movimento ilegal (反則手). Os dois primeiros – repetição e impasse – são particularmente incomuns. Jogadas ilegais também são incomuns em jogos profissionais embora seja mais frequente entre jogadores amadores (especialmente iniciantes).
Ao contrário do xadrez internacional, não existe uma tradição de oferecer empate por acordo.
| Fim de jogo      | Situação            |
| ---------------- | ------------------- |
| xeque-mate       | derrota             |
| desistir         | derrota             |
| movimento ilegal | derrota             |
| repetição        | empate              |
| impasse          | empate (usualmente) |
| Tempo esgotado   | derrota             |

### Xeque-mate
| ☖ Jogador B \| \| 9 \| 8 \| 7 \| 6 \| 5 \| 4 \| 3 \| 2 \| 1 \| \| \| a \| \| \| \| \| \| \| \| \| \| 一 \| \| b \| \| \| \| \| \| \| \| \| \| 二 \| \| c \| \| \| \| \| \| \| \| \| \| 三 \| \| d \| \| \| \| \| \| \| \| \| \| 四 \| \| e \| \| \| \| \| \| \| \| \| \| 五 \| \| f \| \| \| \| \| \| \| \| \| \| 六 \| \| g \| \| \| \| \| \| \| \| \| \| 七 \| \| h \| \| \| \| \| \| \| \| \| \| 八 \| \| i \| \| \| \| \| \| \| \| \| \| 九 \| |    |    |    |    |    |    |    |    |    |    |
| ☗ Jogador A |    |    |    |    |    |    |    |    |    |    |
| | 9  | 8  | 7  | 6  | 5  | 4  | 3  | 2  | 1  |    |
| a | 91 | 81 | 71 | 61 | 51 | 41 | 31 | 21 | 11 | 一 |
| b | 92 | 82 | 72 | 62 | 52 | 42 | 32 | 22 | 12 | 二 |
| c | 93 | 83 | 73 | 63 | 53 | 43 | 33 | 23 | 13 | 三 |
| d | 94 | 84 | 74 | 64 | 54 | 44 | 34 | 24 | 14 | 四 |
| e | 95 | 85 | 75 | 65 | 55 | 45 | 35 | 25 | 15 | 五 |
| f | 96 | 86 | 76 | 66 | 56 | 46 | 36 | 26 | 16 | 六 |
| g | 97 | 87 | 77 | 67 | 57 | 47 | 37 | 27 | 17 | 七 |
| h | 98 | 88 | 78 | 68 | 58 | 48 | 38 | 28 | 18 | 八 |
| i | 99 | 89 | 79 | 69 | 59 | 49 | 39 | 29 | 19 | 九 |

Se o rei está em xeque e não há possibilidade de proteger o rei, o movimento é chamado de xeque-mate (tsumi 詰み) ao rei. O xeque-mate efetivamente significa que o oponente ganha o jogo quando o jogador adversário não tem mais jogadas legais. (ver também tsume shogi, hisshi.)
No diagrama adjacente, a situação é uma demonstração de xeque-mate mais comum, que envolve o ouro.

### Desistência
O jogador que está em uma situação sem saída eventualmente irá desistir no seu turno. Embora um jogador possa desistir assim que leve xeque-mate, jogar até essa situação raramente ocorre na prática já que o jogador normalmente desiste assim que o xeque-mate é inevitável – como quando ocorre um tsume (uma sequência forçada de mate) é percebida pelo jogador que irá perder. Similarmente, se um jogador vai perder quando se infiltrou com o rei no campo do adversário ao ter menos que 24 pontos (ou qualquer outra regra de impasse usado por amadores), então o jogador vai de maneira eventual desistir antes de tal ponto.
Em um jogo de torneio tradicional, uma desistência formal é requisitada – isto é, um xeque-mate não é uma condição suficiente para ganhar. A desistência é indicada através de uma reverência e/ou dizer "eu perdi" (負けました makemashita) e/ou colocar a mão direita sobre o suporte de madeira onde as peças ficam em mãos. Colocar a mão sobre o suporte das peças é um vestígio de uma antiga prática ética de deixar cair as peças em mãos no tabuleiro em uma formalização de indicar a desistência. Na prática ocidental, um aperto de mãos pode ser usado.

### Movimento ilegal
Em jogos profissionais e em torneios amadores sérios, um jogador que faz uma jogada ilegal perde imediatamente. A derrota é considerada mesmo que o jogo continue e o movimento seja descoberto depois. Entretanto, se tanto o oponente ou uma terceira pessoa não aponta o movimento ilegal e o oponente posteriormente desiste, a desistência deste é a considerada como o resultado do jogo.
Movimentos ilegais incluem:
| ☖ 角桂歩歩 \| \| 9 \| 8 \| 7 \| 6 \| 5 \| 4 \| 3 \| 2 \| 1 \| \| \| a \| \| \| \| \| \| \| \| \| \| 一 \| \| b \| \| \| \| \| \| \| \| \| \| 二 \| \| c \| \| \| \| \| \| \| \| \| \| 三 \| \| d \| \| \| \| \| \| \| \| \| \| 四 \| \| e \| \| \| \| \| \| \| \| \| \| 五 \| \| f \| \| \| \| \| \| \| \| \| \| 六 \| \| g \| \| \| \| \| \| \| \| \| \| 七 \| \| h \| \| \| \| \| \| \| \| \| \| 八 \| \| i \| \| \| \| \| \| \| \| \| \| 九 \| |    |    |    |    |    |    |    |    |    |    |
| ☗ 金歩歩 |    |    |    |    |    |    |    |    |    |    |
| | 9  | 8  | 7  | 6  | 5  | 4  | 3  | 2  | 1  |    |
| a | 91 | 81 | 71 | 61 | 51 | 41 | 31 | 21 | 11 | 一 |
| b | 92 | 82 | 72 | 62 | 52 | 42 | 32 | 22 | 12 | 二 |
| c | 93 | 83 | 73 | 63 | 53 | 43 | 33 | 23 | 13 | 三 |
| d | 94 | 84 | 74 | 64 | 54 | 44 | 34 | 24 | 14 | 四 |
| e | 95 | 85 | 75 | 65 | 55 | 45 | 35 | 25 | 15 | 五 |
| f | 96 | 86 | 76 | 66 | 56 | 46 | 36 | 26 | 16 | 六 |
| g | 97 | 87 | 77 | 67 | 57 | 47 | 37 | 27 | 17 | 七 |
| h | 98 | 88 | 78 | 68 | 58 | 48 | 38 | 28 | 18 | 八 |
| i | 99 | 89 | 79 | 69 | 59 | 49 | 39 | 29 | 19 | 九 |

- Violar a restrição dos dois peões (nifu)
- Violar a restrição de não dar xeque-mate com o peão sendo reposicionado (uchifuzume)
- Reposicionar ou mover uma peça para onde não pode ser movida subsequentemente (como o cavalo nas duas últimas fileiras, etc)
- Reposicionar imediatamente uma peça com o valor já promovido
- Jogar sem ser no seu turno, i.e, fazer mais de um movimento ou as brancas moverem primeiro ao invés de em segundo lugar.
- Fazer um xeque perpétuo quatro vezes (sennichite)
- Deixar um rei em xeque ao fazer outro movimento, ou mover um rei para o xeque
- Mover uma peça sem ser com o movimento estabelecido pelas regras (por exemplo, mover um ouro como uma prata ou mover o bispo para fora de sua diagonal)

Em jogos amadores amigáveis, essas regras são algumas vezes desconsideradas, e o jogador que fez a jogada ilegal pode voltar o movimento que fez.
Em particular, a violação dos dois peões (nifu) é o movimento ilegal mais comum jogado por profissionais. A violação dos dois peões jogada por Takahiro Toyokawa (contra Kosuke Tamura) na Copa NHK é infame pois foi televisionada. No centésimo nono movimento, Toyokawa (jogando como pretas) reposicionou um peão na casa 29 enquanto ele já tinha um peão no tabuleiro em 23, e portanto perdeu a partida.

### Repetição (empate)
Se a mesma posição do jogo ocorre quatro vezes com o mesmo jogador na sua vez e com as mesmas peças em mãos para cada jogador, então o jogo termina empatado por repetição (千日手 sennichite,, literalmente "se move por mil dias") desde que a posição não é por causa de um xeque perpétuo. Xeque perpétuo (連続王手の千日手) é uma jogada ilegal como demonstrada acima, o que acarreta em uma derrota na situação de um torneio.
Em jogos profissionais de shogi, um empate por repetição não é o resultado final porque essencialmente um empate não conta. É necessário ter um vencedor através da uma vitória. No caso de um empate por repetição, jogadores de shogi profissionais terão que imediatamente jogar um jogo posterior (ou quantos forem necessários) com cada lado se alternando entre pretas e brancas até alguém atingir a vitória. Igualmente, dependendo do torneio, um jogador profissional de shogi joga a partida posterior com o tempo restante permitido.
Portanto, almejar uma repetição pode ser desejada por um jogador profissional como parte da estratégia de deixar de jogar com as brancas e na próxima rodada jogar com as pretas, que tem uma pequena vantagem e/ou iniciativa. Por conseguinte, a troca de bispos na quarta fileira é uma estratégia passiva para as brancas com o objetivo de um empate por repetição (já que requere dois movimentos perdidos – movimentar a torre e trocar os bispos) enquanto é uma estratégia bem agressiva se jogado pelas pretas.
Empate por repetição são raros em jogos profissionais, ocorrendo em cerca de 1-2% dos jogos e é até mesmo raro em jogos amadores. No shogi profissional, empate por repetição pode ocorrer na abertura se certa posição é atingida que é teoricamente desvantajoso para ambos os lados (zugzwang recíproco). No shogi amador, empate por repetição tendem a ocorrer no meio de jogo ou final de jogo como resultado dos erros dos jogadores.

### Impasse
A partida alcança um impasse (持将棋 jishōgi) se ambos os reis atingirem suas zonas adversárias de promoção – uma situação conhecida como 相入玉 (ai-nyū gyoku, reis duplos infiltrados) – e nenhum jogador tem a esperança de dar xeque-mate no outro ou ganhar material. Um impasse pode resultar em uma vitória ou empate. Se um impasse ocorre, o vencedor é decidido pelo seguinte: ambos admitem o impasse, então cada torre ou bispo, promovida ou não, conta 5 pontos para quem tem mais dessas peças, e todas as outras peças contam como 1 ponto exceto o rei. Um jogador que pontua menos que 24 pontos perde (note que na posição inicial, ambos tem 27 pontos cada). Caso nenhum jogador tenha menos que 24 pontos para perder o jogo, o empate ocorre sem qualquer contestação. No shogi profissional, um impasse é sempre um empate pois um jogador que não alcance os 24 pontos irá simplesmente abandonar. Jishōgi é considerado uma decisão do direito do jogador com nenhuma contestação, mas não existe diferença prática. Um impasse precisa ter sido selado em acordo para se tomado uma concordância, então um jogador pode se recusar a fazer em uma tentativa de ganhar em movimentos futuros. Se isso acontece, não há regra sobre o veredito do jogo.
Entretanto, no shogi amador, existem táticas os quais os jogadores forçam para obter uma resolução do Impasse em ordem de não chegar ao empate.
O primeiro empate por impasse ocorreu em 1731 em um jogo de handicap de bispos entre o Meijin que deteve o título por um vida Sōkan Itō II e seu irmão, Sōkei Ōhashi.

### Reis infiltrados
| ☖ 角 銀 桂 香 \| \| 9 \| 8 \| 7 \| 6 \| 5 \| 4 \| 3 \| 2 \| 1 \| \| \| a \| \| \| \| \| \| \| \| \| \| 一 \| \| b \| \| \| \| \| \| \| \| \| \| 二 \| \| c \| \| \| \| \| \| \| \| \| \| 三 \| \| d \| \| \| \| \| \| \| \| \| \| 四 \| \| e \| \| \| \| \| \| \| \| \| \| 五 \| \| f \| \| \| \| \| \| \| \| \| \| 六 \| \| g \| \| \| \| \| \| \| \| \| \| 七 \| \| h \| \| \| \| \| \| \| \| \| \| 八 \| \| i \| \| \| \| \| \| \| \| \| \| 九 \| |    |    |    |    |    |    |    |    |    |    |
| ☗ 金 銀 桂 香 |    |    |    |    |    |    |    |    |    |    |
| | 9  | 8  | 7  | 6  | 5  | 4  | 3  | 2  | 1  |    |
| a | 91 | 81 | 71 | 61 | 51 | 41 | 31 | 21 | 11 | 一 |
| b | 92 | 82 | 72 | 62 | 52 | 42 | 32 | 22 | 12 | 二 |
| c | 93 | 83 | 73 | 63 | 53 | 43 | 33 | 23 | 13 | 三 |
| d | 94 | 84 | 74 | 64 | 54 | 44 | 34 | 24 | 14 | 四 |
| e | 95 | 85 | 75 | 65 | 55 | 45 | 35 | 25 | 15 | 五 |
| f | 96 | 86 | 76 | 66 | 56 | 46 | 36 | 26 | 16 | 六 |
| g | 97 | 87 | 77 | 67 | 57 | 47 | 37 | 27 | 17 | 七 |
| h | 98 | 88 | 78 | 68 | 58 | 48 | 38 | 28 | 18 | 八 |
| i | 99 | 89 | 79 | 69 | 59 | 49 | 39 | 29 | 19 | 九 |

De uma maneira prática, quando um rei oponente (A) entrou na zona de defesa do outro jogador (B) em sua própria zona, em especial com forte peças de defesa sustentando e mantendo essa entrada, o rei oponente dificilmente vai ser derrotado por xeque-mate dado a forma como as peças de shogi se movimentam. Esse posicionamento é nomeado como "rei infiltrado" (入玉 nyū gyoku) pois está avançado. Se ambos os reis se infiltram nessa situação, o resultado provável do jogo é um impasse.
No exemplo do diagrama adjacente, embora o rei das brancas esteja em um castelo forte, o rei das pretas entrou no território das brancas de maneira bem fortemente protegida, tornado difícil um xeque-mate difícil. Portanto essa posição está em favor das pretas.
Um exemplo de rei infiltrado ocorreu no quarto jogo do sexagésimo Título Ōi na partida entre Masayuki Toyoshima e Kazuki Kimura, ocorrido em agosto de 2019. Após não ter sucesso em atacar Kimura e depois também de defender seu próprio rei em seu campo, Toyoshima (jogando como brancas) moveu seu rei para longe das peças de ataque de Kimura na segunda fileira, avançando com o rei no campo de Kimura no movimento 150. Embora Toyoshima tenha conseguido infiltrar o rei, ele tinha apenas 23 pontos, um apenas de precisar os necessários 24 pontos para um impasse e atingir o empate, enquanto Kimura (pretas) tinha 31 pontos. Toyoshima então escapou sucessivamente pelas próximas 134 jogadas tentando atingir a pontuação mínima, que ficou entre 17 e 23, esperando os 24 pontos. No movimento 231, o jogo chegou a situação de duplos reis infiltrados, e no movimento 285 Kimura ainda deixava a pontuação de Toyoshima abaixo do total. Aqui, Toyoshima com 20 pontos (e Kimura com 34 pontos) abandonaram o jogo. Acidentalmente, esse jogo quebrou o recorde de jogo mais longo em uma final de torneio.

#### Resoluções amadoras
Em jogos amadores, existem várias soluções com pouca padronização. Fairbairn relata uma prática na década de 1980 (considerado uma regra pela agora extinta Associação de Shogi do Ocidente) onde a disputa é resolvida por ambos os jogadores moverem todas as peças aliadas na zona de promoção e então o jogo terminaria com a pontuação empatada.
Outra solução é a regra dos 27 pontos (27点法) usado em torneios amadores. Uma versão dela é simplesmente o jogador que tenha 27 pontos ou mais seja declarado o vencedor do impasse. Outra versão dessa regra dos 27 pontos é mantida no website de shogi online 81Dojo, onde o jogador que quer declarar o impasse deve fazer (I) declarar uma vitória via impasse (II) ter o rei no campo inimigo (a zona de promoção do adversário), (III) outras dez peças devem estar na zona de promoção, (IV) não estar em xeque, (V) ter o tempo ainda sobrando e (VI) deve ter 28 pontos. Se todas essas condições são preenchidas, o que declara impasse ganha o jogo independente das objeções do oponente.
Ainda outra solução para um impasse é o chamado トライルール torairūru. Nesse caso, após ambos os reis se infiltrarem nas respectivas zonas de promoção, então o primeiro jogador que mover antes o rei na casa inicial do rei adversário (51 para as pretas, 59 para as brancas) será o vencedor. Como um exemplo, o popular website Shogi Wars app pela Heroz inc., usava o torairūru até 2014. (agora o site usa uma variante da regra dos 27 pontos – embora seja diferente da usada no 81Dojo).

### Empates em torneios
| ☖ 銀1 桂2 香2 歩7 \| \| 9 \| 8 \| 7 \| 6 \| 5 \| 4 \| 3 \| 2 \| 1 \| \| \| a \| \| \| \| \| \| \| \| \| \| 一 \| \| b \| \| \| \| \| \| \| \| \| \| 二 \| \| c \| \| \| \| \| \| \| \| \| \| 三 \| \| d \| \| \| \| \| \| \| \| \| \| 四 \| \| e \| \| \| \| \| \| \| \| \| \| 五 \| \| f \| \| \| \| \| \| \| \| \| \| 六 \| \| g \| \| \| \| \| \| \| \| \| \| 七 \| \| h \| \| \| \| \| \| \| \| \| \| 八 \| \| i \| \| \| \| \| \| \| \| \| \| 九 \| |    |    |    |    |    |    |    |    |    |    |
| ☗ 金1 銀1 歩6 |    |    |    |    |    |    |    |    |    |    |
| | 9  | 8  | 7  | 6  | 5  | 4  | 3  | 2  | 1  |    |
| a | 91 | 81 | 71 | 61 | 51 | 41 | 31 | 21 | 11 | 一 |
| b | 92 | 82 | 72 | 62 | 52 | 42 | 32 | 22 | 12 | 二 |
| c | 93 | 83 | 73 | 63 | 53 | 43 | 33 | 23 | 13 | 三 |
| d | 94 | 84 | 74 | 64 | 54 | 44 | 34 | 24 | 14 | 四 |
| e | 95 | 85 | 75 | 65 | 55 | 45 | 35 | 25 | 15 | 五 |
| f | 96 | 86 | 76 | 66 | 56 | 46 | 36 | 26 | 16 | 六 |
| g | 97 | 87 | 77 | 67 | 57 | 47 | 37 | 27 | 17 | 七 |
| h | 98 | 88 | 78 | 68 | 58 | 48 | 38 | 28 | 18 | 八 |
| i | 99 | 89 | 79 | 69 | 59 | 49 | 39 | 29 | 19 | 九 |

Em torneios profissionais, as regras tipicamente forçam que jogos empatados façam os jogadores se alternarem em novas partidas, possivelmente com o tempo limitado. O necessário para forçar esta regra de empate é raro comparado ao xadrez e ao xiangqi, ocorrendo raramente em um percentagem de 1-2% dos jogos, mesmo em partidas amadoras.
O título de Meijin de 1982 entre Makoto Nakahara e Hifumi Katoh foi uma raridade por ser o primeiro empate por impasse em um primeiro jogo de yagura duplo entre 13 e 14 de abril daquele ano (apenas o quinto empate na até então quadragésima edição do torneio). O jogo (com Katoh como pretas) durou 223 movimentos com um único movimento durando 114 minutos. Uma razão para a duração do jogo foi que as brancas (Nakahara) estava bem perto de atingir a pontuação mínima de 24 pontos para alcançar um empate. Então, o fim do jogo seguiu a estratégia das brancas atingirem os almejados 24 pontos. Nessa partida, o sennichite ocorreu no sexto e oitavo jogo. Portanto, o melhor de sete jogos durou oito jogos e três meses para ser finalizado; as pretas não perderam uma única partida e o eventual vencedor foi Katoh por 4 a 3. No diagrama subjacente Katoh jogou +N-36 e tanto ele como Nakahara concordaram com um empate. Katoh tem 29 pontos e Nakahara 24.

### Tempo esgotado
Jogos profissionais são cronometrados como no xadrez internacional, mas jogadores profissionais de shogi quase nunca controlam o seu tempo. Ao invés de disso, tipicamente tempo é acrescentado no cronômetro em partidas. O tempo limite é muito maior que no xadrez internacional (9 horas mais o tempo extra no prestigiado Título Meijin), e ainda por cima a adição do byōyomi (literalmente "segunda contagem") é empregada. Isto significa que o tempo normal é esgotado, mas o jogador a partir daquele momento tem uma certa quantidade de tempo para completar cada lance (um tempo byōyomi), tipicamente até um minuto. Os dez segundos finais são contados, e se o tempo expira antes de qualquer movimento o jogador perde a partida imediatamente. Amadores usualmente jogam com relógios digitais para não esgotar o tempo byōyomi e ficarem alertas nos dez segundos finais, com um sinal de som mais agudo nos últimos cinco segundos.

## Ranque dos jogadores e handicap
| ☖ – \| \| 9 \| 8 \| 7 \| 6 \| 5 \| 4 \| 3 \| 2 \| 1 \| \| \| a \| \| \| \| \| \| \| \| \| \| 一 \| \| b \| \| \| \| \| \| \| \| \| \| 二 \| \| c \| \| \| \| \| \| \| \| \| \| 三 \| \| d \| \| \| \| \| \| \| \| \| \| 四 \| \| e \| \| \| \| \| \| \| \| \| \| 五 \| \| f \| \| \| \| \| \| \| \| \| \| 六 \| \| g \| \| \| \| \| \| \| \| \| \| 七 \| \| h \| \| \| \| \| \| \| \| \| \| 八 \| \| i \| \| \| \| \| \| \| \| \| \| 九 \| |    |    |    |    |    |    |    |    |    |    |
| ☗ – |    |    |    |    |    |    |    |    |    |    |
| | 9  | 8  | 7  | 6  | 5  | 4  | 3  | 2  | 1  |    |
| a | 91 | 81 | 71 | 61 | 51 | 41 | 31 | 21 | 11 | 一 |
| b | 92 | 82 | 72 | 62 | 52 | 42 | 32 | 22 | 12 | 二 |
| c | 93 | 83 | 73 | 63 | 53 | 43 | 33 | 23 | 13 | 三 |
| d | 94 | 84 | 74 | 64 | 54 | 44 | 34 | 24 | 14 | 四 |
| e | 95 | 85 | 75 | 65 | 55 | 45 | 35 | 25 | 15 | 五 |
| f | 96 | 86 | 76 | 66 | 56 | 46 | 36 | 26 | 16 | 六 |
| g | 97 | 87 | 77 | 67 | 57 | 47 | 37 | 27 | 17 | 七 |
| h | 98 | 88 | 78 | 68 | 58 | 48 | 38 | 28 | 18 | 八 |
| i | 99 | 89 | 79 | 69 | 59 | 49 | 39 | 29 | 19 | 九 |

Jogadores amadores são ranqueados do 15 kyū até o 1 kyū, e então podem evoluir de um 1 dan até o 8 dan. Um 8 dan amador era um prêmio honorário dado para pessoas famosas. Mas já é possível ganhar um 8 dan amador por rating (ganhar o campeonato Ryu-oh 3 vezes), mas esse feito ainda precisa ser alcançado.
Jogadores profissionais de shogi operam em suas próprias condições, do 6 kyū ao 3 dan para jogadores pró-aspirantes ao profissionalismo, até do 4 dan ao 9 dan para jogadores profissionais de fato. Ranques amadores e profissionais são compensados (com um amador 4 dan sendo equivalente a um profissional de 6 kyū).

### Handicaps
O shogi tem um sistema de handicap (como o go) no qual as partidas entre jogadores de diferentes forças são ajustadas para que o jogador mais forte seja colocado em posição de desvantagem com o objetivo de compensar a diferença de níveis. Em um jogo de handicap no shogi, uma ou mais peças das brancas são removidas da disposição inicial, e nessa condição brancas jogam primeiro.

## Notação
| ☖ 銀1 桂2 香2 歩7 \| \| 9 \| 8 \| 7 \| 6 \| 5 \| 4 \| 3 \| 2 \| 1 \| \| \| a \| \| \| \| \| \| \| \| \| \| 一 \| \| b \| \| \| \| \| \| \| \| \| \| 二 \| \| c \| \| \| \| \| \| \| \| \| \| 三 \| \| d \| \| \| \| \| \| \| \| \| \| 四 \| \| e \| \| \| \| \| \| \| \| \| \| 五 \| \| f \| \| \| \| \| \| \| \| \| \| 六 \| \| g \| \| \| \| \| \| \| \| \| \| 七 \| \| h \| \| \| \| \| \| \| \| \| \| 八 \| \| i \| \| \| \| \| \| \| \| \| \| 九 \| |    |    |    |    |    |    |    |    |    |    |
| ☗ 銀1歩2 |    |    |    |    |    |    |    |    |    |    |
| | 9  | 8  | 7  | 6  | 5  | 4  | 3  | 2  | 1  |    |
| a | 91 | 81 | 71 | 61 | 51 | 41 | 31 | 21 | 11 | 一 |
| b | 92 | 82 | 72 | 62 | 52 | 42 | 32 | 22 | 12 | 二 |
| c | 93 | 83 | 73 | 63 | 53 | 43 | 33 | 23 | 13 | 三 |
| d | 94 | 84 | 74 | 64 | 54 | 44 | 34 | 24 | 14 | 四 |
| e | 95 | 85 | 75 | 65 | 55 | 45 | 35 | 25 | 15 | 五 |
| f | 96 | 86 | 76 | 66 | 56 | 46 | 36 | 26 | 16 | 六 |
| g | 97 | 87 | 77 | 67 | 57 | 47 | 37 | 27 | 17 | 七 |
| h | 98 | 88 | 78 | 68 | 58 | 48 | 38 | 28 | 18 | 八 |
| i | 99 | 89 | 79 | 69 | 59 | 49 | 39 | 29 | 19 | 九 |

| 1. P76    |  | P34    |
| 2. P75    |  | P35    |
| 3. R78    |  | R32    |
| 4. G69-58 |  | G41-52 |
| 5. K48    |  | P14    |
| 6. P16    |  | K62    |
| 7. P46    |  | P64    |
| 8. G47    |  | S72    |
| 9. S38    |  | K71    |
| 10. K39   |  | S42    |
| 11. P96   |  | P44    |
| 12. S68   |  | S43    |
| 13. P66   |  | S54    |
| 14. S67   |  | R42    |
| 15. S56   |  | P45    |
| 16. Px45  |  | Sx45   |
| 17. Sx45  |  | Rx45   |
| 18. S’34  |  | R41    |
| 19. Sx23= |  |        |

| 1. P-7f   |  | P-3d   |
| 2. P-7e   |  | P-3e   |
| 3. R-7h   |  | R-3b   |
| 4. G6i-5h |  | G4a-5b |
| 5. K-4h   |  | P-1d   |
| 6. P-1f   |  | K-6b   |
| 7. P-4f   |  | P-6d   |
| 8. G-4g   |  | S-7b   |
| 9. S-3h   |  | K-7a   |
| 10. K-3i  |  | S-4b   |
| 11. P-9f  |  | P-4d   |
| 12. S-6h  |  | S-4c   |
| 13. P-6f  |  | S-5d   |
| 14. S-6g  |  | R-4b   |
| 15. S-5f  |  | P-4e   |
| 16. Px4e  |  | Sx4e   |
| 17. Sx4e  |  | Rx4e   |
| 18. S*3d  |  | R-4a   |
| 19. Sx2c= |  |        |

| ☗７六歩     | ☖３四歩   |
| ☗７五歩     | ☖３五歩   |
| ☗７八飛     | ☖３二飛   |
| ☗５八金左   | ☖５二金左 |
| ☗４八玉     | ☖１四歩   |
| ☗１六歩     | ☖６二王   |
| ☗４六歩     | ☖６四歩   |
| ☗４七金     | ☖７二銀   |
| ☗３八銀     | ☖７一王   |
| ☗３九玉     | ☖４二銀   |
| ☗９六歩     | ☖４四歩   |
| ☗６八銀     | ☖４三銀   |
| ☗６六歩     | ☖５四銀   |
| ☗６七銀     | ☖４二飛   |
| ☗５六銀     | ☖４五歩   |
| ☗同歩       | ☖同銀     |
| ☗同銀       | ☖同飛     |
| ☗３四銀     | ☖４一飛   |
| ☗２三銀不成 |           |

| ☗歩-76     | ☖歩-34     |
| ☗歩-75     | ☖歩-35     |
| ☗飛-78     | ☖飛-32     |
| ☗金(69)-58 | ☖金(41)-52 |
| ☗玉-48     | ☖歩-14     |
| ☗歩-16     | ☖王-62     |
| ☗歩-46     | ☖歩-64     |
| ☗金-47     | ☖銀-72     |
| ☗銀-38     | ☖玉-71     |
| ☗玉-39     | ☖銀-42     |
| ☗歩-96     | ☖歩-44     |
| ☗銀-68     | ☖銀-43     |
| ☗歩-66     | ☖銀-54     |
| ☗銀-67     | ☖飛-42     |
| ☗銀-58     | ☖歩-45     |
| ☗歩x       | ☖銀x       |
| ☗銀x       | ☖飛x       |
| ☗銀*34     | ☖飛-41     |
| ☗銀x23=    |            |

Existem dois sistemas comuns para fazer a notação dos movimentos dos registros de partidas do shogi. Um usa somente texto em japonês enquanto um segundo é para jogadores ocidentais criado por George Hodges e Glyndon Townhill utilizando a língua inglesa. O sistema foi atualizado por Hosking para se aproximar do sistema japonês padrão (dois numerais). Outros sistemas também são usados. Ao contrário do xadrez, a primeira casa (11) está no topo direito do tabuleiro ao contrário no canto inferior esquerdo.
Na notação ocidental, o formato começa com a sinalização da peça seguindo o tipo de movimento e finalmente a coluna e a fileira onde a peça se moveu. As pelas iniciais são o K (Rei), R (Torre), B (Bispo), G (Ouro), S (Prata), N (Cavalo), L (Lança) e P (Peão). Um simples movimento é indicado por um  -, uma captura com um  x e a reposição de uma peça com um *. O padrão antigo de Hodges usava as letras a-i paras as fileiras, e o novo método de padrão de Hosking usa os numerais 1-9 paras as fileiras. Então, RX24 indica que torre captura em 24. Peças promovidas tem a notação de um prefixo + (i.e. +Rx24). Peças que acabam de serem promovidas também são indicadas com + (i.e. S-21+) enquanto a não promoção é indicada com = (i.e. S-21=). A ambiguidade na notação é resolvido para que casa a peça está se movendo (i.e. N65-53+ significa de 65 para 53 e promove, o que distingue de N45-53+).
O sistema da notação japonesa usa caracteres em japonês para as peças e promoções e numerais japoneses ao invés de letras paras as fileiras. Movimentos sem ser a regra de recolocação não são indicados, é a parte da convenção resolver a ambiguidade de maneira do sistema ocidental. Como exemplos, a notação Rx24 seria 2四飛 na notação japonesa, +Rx24 seria 2四龍, S-21+ seria 2一銀成 e N65-53+ seria 5三桂左成 mostrando que o cavalo mais a esquerda se movimentou (implicitamente para a casa 65, a qual se distingue de 5三桂右成 que o cavalo mais a direita que teria pulado.
Embora não seja estritamente parte dos cálculos do jogo, os resultados dos jogos são indicados por jornais japoneses, websites e outros meios com um círculo em branco para quem ganhou e a um círculo preto para o perdedor.

## Estratégia e táticas no shogi
| ☖ – \| \| 9 \| 8 \| 7 \| 6 \| 5 \| 4 \| 3 \| 2 \| 1 \| \| \| a \| \| \| \| \| \| \| \| \| \| 一 \| \| b \| \| \| \| \| \| \| \| \| \| 二 \| \| c \| \| \| \| \| \| \| \| \| \| 三 \| \| d \| \| \| \| \| \| \| \| \| \| 四 \| \| e \| \| \| \| \| \| \| \| \| \| 五 \| \| f \| \| \| \| \| \| \| \| \| \| 六 \| \| g \| \| \| \| \| \| \| \| \| \| 七 \| \| h \| \| \| \| \| \| \| \| \| \| 八 \| \| i \| \| \| \| \| \| \| \| \| \| 九 \| |    |    |    |    |    |    |    |    |    |    |
| ☗ – |    |    |    |    |    |    |    |    |    |    |
| | 9  | 8  | 7  | 6  | 5  | 4  | 3  | 2  | 1  |    |
| a | 91 | 81 | 71 | 61 | 51 | 41 | 31 | 21 | 11 | 一 |
| b | 92 | 82 | 72 | 62 | 52 | 42 | 32 | 22 | 12 | 二 |
| c | 93 | 83 | 73 | 63 | 53 | 43 | 33 | 23 | 13 | 三 |
| d | 94 | 84 | 74 | 64 | 54 | 44 | 34 | 24 | 14 | 四 |
| e | 95 | 85 | 75 | 65 | 55 | 45 | 35 | 25 | 15 | 五 |
| f | 96 | 86 | 76 | 66 | 56 | 46 | 36 | 26 | 16 | 六 |
| g | 97 | 87 | 77 | 67 | 57 | 47 | 37 | 27 | 17 | 七 |
| h | 98 | 88 | 78 | 68 | 58 | 48 | 38 | 28 | 18 | 八 |
| i | 99 | 89 | 79 | 69 | 59 | 49 | 39 | 29 | 19 | 九 |

O shogi é similar ao xadrez mas tem uma complexidade de jogo maior por causa do uso de recolocação de peças e tamanho maior do tabuleiro. Para efeitos de comparação, o shogi tem em média 140 movimentos por jogo (ou 70 para cada lado) quando no xadrez a média são 80 movimentos por jogo (ou 40 para cada lado) e o minishogi tem a média de 40 movimentos por jogo (implicando em 20 movimentos para cada lado).
Como no xadrez, entretanto, o jogo pode ser dividido em abertura, meio de jogo e fim de jogo, cada um necessitando uma estratégia diferente. A abertura consiste em se arrumar defensivamente em um castelo e se posicionar para o ataque, o meio de jogo consiste em tentar quebrar a defesa do oponente enquanto mantêm sua própria, e o fim de jogo começa quando um lado defensivo está comprometido.
No diagrama adjacente, as pretas escolheram uma torre dinâmica (especificamente torre na quarta coluna) onde a torre foi movida mais para a esquerda da sua posição inicial. Em outro aspecto dessa posição, as pretas estão utilizando um castelo ginkanmuri (prata na coroa), o que é um tipo de fortificação construído com uma prata e dois ouros e o rei se move para dentro da fortificação – o nome prata na coroa vem do prata estar posicionado na cabeça do rei na casa 27 como se fosse uma coroa. No diagrama, as brancas escolheram a torre estática, no qual a torre permanece na posição inicial. Essa torre dinâmica é especificamente um tipo de contra-ataque chamado torre estática anaguma, o qual usa o castelo anaguma. O castelo anaguma move o rei para até o canto inferior do tabuleiro na posição 11 com um prata movendo para 22 em ordem de fechar o buraco e de maneira adicional reforçar os ouros nas casas 31 e 32. Essa posição no tabuleiro requer 31 movimentos para ser organizado.

## Etiqueta

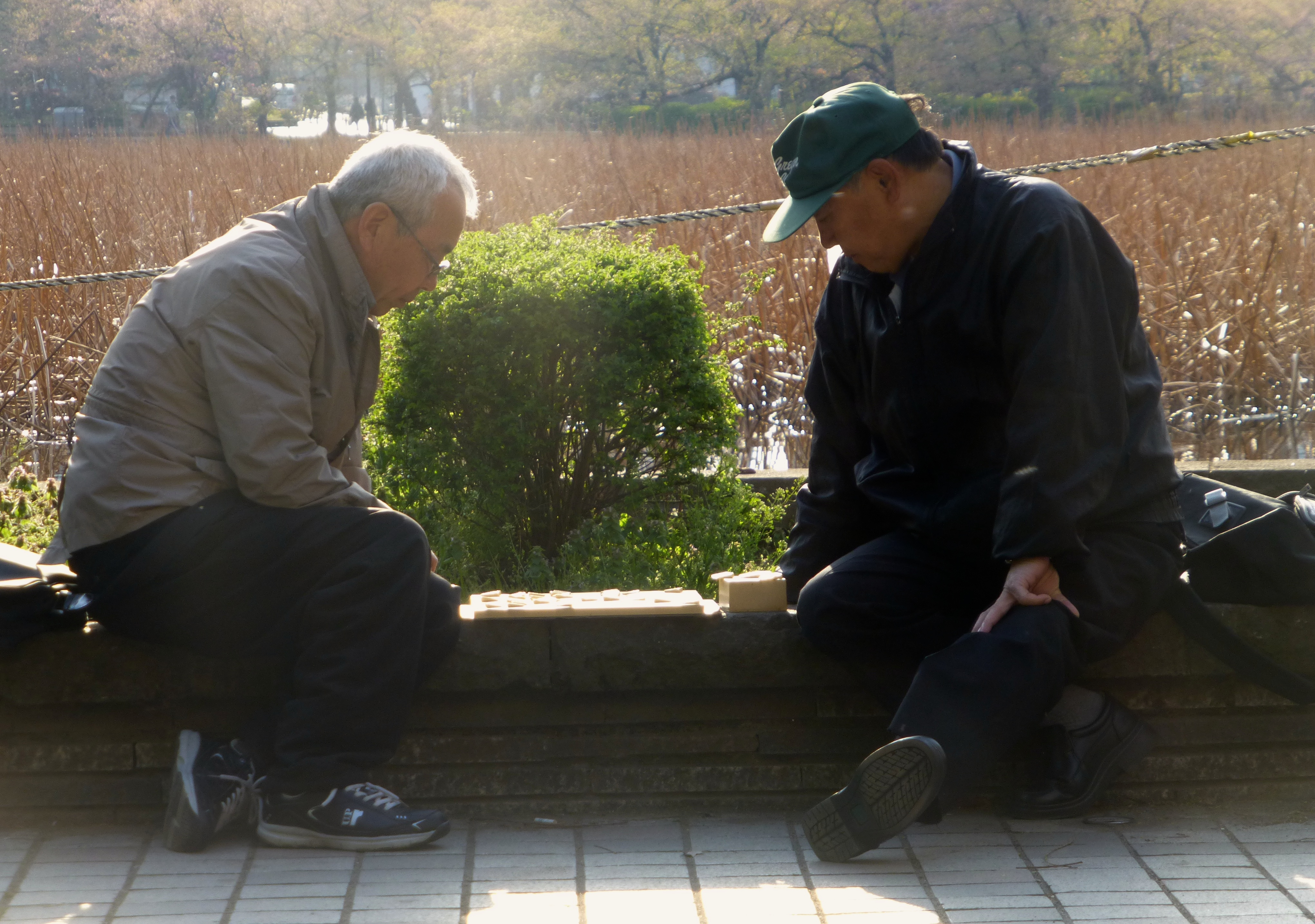
Dois homens jogando shogi no Parque Ueno, 2014

É esperado dos jogadores de shogi seguirem etiquetas em adição as regras já mencionadas. Etiquetas normalmente aceitas incluem as seguintes:
- Saudar o oponente antes e após o jogo;
- Evitar medidas não corteses durante e após a partida, por exemplo:
  - Não mover para outro lugar uma peça já movida;
  - Uma desistência justa e sem ser rude; como embaralhar as peças no tabuleiro demonstrando frustração;
- Anunciar a desistência de um terceiro;

As peças de shogi podem conter dois tipos de rei, 王 (rei) and 玉 (joia). Nesse caso, o jogador com ranque mais alto, seja socialmente ou num sistema formal de ranque de shogi, deve ficar com a peça do do rei enquanto o outro pega a joia. Por exemplo, em decisões de títulos, o atual detentor pega para si a peça do rei por ser aquele com ranque mais alto.
O jogador com ranque mais alto (ou mais velho) também senta em direção a porta e igualmente o que tira as peças do tabuleiro.
O shogi não tem a regra da Peça Tocada como no xadrez internacional. Entretanto, em jogos profissionais, uma peça que efetuou seu movimento tem que ser deixada como está. Em ambos os campeonatos amadores e profissionais, qualquer peça pode ser tocada em ordem para ajustar seu posicionamento e centralização em uma casa (para parecer arrumado).
Voltar jogadas (待った matta) em um jogo profissional é proibido. Entretanto, em partidas amadoras amistosas no Japão, é geralmente permitido.
Jogadores profissionais de shogi precisam seguir uma série de etiquetas prescritas como ajoelhar exatamente 15 centímetros do tabuleiro, sentar na tradicional posição seiza, etc.

### Dispor as peças em jogo
Tradicionalmente, a ordem de colocar as peças em jogo é pré-determinado. Existem duas maneiras, a maneira Ōhashi 大橋流 e a maneira Itō 伊藤流.  A ordem se segue colocando as peças que tem pares (generais, cavalos, lanças) da esquerda para a direita em todos os casos, e seguir a ordem:
1. Rei
2. Generais de ouro
3. Generais de prata
4. Cavalos

No Ito, o jogador segue:
1. Peões (da posição mais a esquerda até a direita)
2. Lanças
3. Bispo
4. Torre

Em ohashi, o jogador segue
1. Lanças
2. Bispo
3. Torre
4. Peões (começando da coluna central, então colocando o peão na coluna na esquerda, depois na direita, e vai se alternando)

### Furigoma
Entre torneios amadores, o jogador com ranque mais alto ou defensor do título efetua o arremesso de peças. Em jogos profissionais, o furigoma é feito em nome do jogador com ranque mais alto pelo quem cronometra a partida o qual se ajoelha ao lado do jogador melhor ranqueado e arremessa as peças em um pedaço de pano de seda. Em jogos amadores amigáveis, um jogador pode pedir que o adversário arremesse as peças em um ato de cortesia. Do contrário, o jogador que arremessa as peças pode ser decidido por pedra, papel e tesoura.

## História
A visão tradicional diz que o xadrez foi introduzido no Japão no período Nara (704 a 790 d.C.). Se isto for verdade, há uma forte evidência contra a origem indiana (chaturanga) do xadrez japonês, porque é improvável que o chaturanga pudesse ser inventado na Índia em 650 a.C., cruzado a Caxemira até a China, e então atravessado toda a China e o Mar do Japão, para chegar ao Japão em apenas cem anos.
O chaturanga apareceu na Índia em época não anterior ao século VI. Há uma profusão de material literário disponível em sânscrito, indo até 1500 a.C. Se o chaturanga tivesse existido antes do século VI, é quase certo que isso teria sido mencionado em algum lugar.
Realmente, são tantas as diferenças entre o xadrez chinês e o japonês que os especialistas no Japão não acreditam que ele tenha vindo diretamente da China ou da Índia, ou mesmo da Coreia (o xadrez coreano é relativamente semelhante ao xadrez chinês). Ao contrário, eles supõem que o processo evolucionário demorou muito mais tempo, certamente muitos centenas ou talvez até mil anos. Não foi senão em torno do século V que o próprio go chegou ao Japão vindo da China, apesar do go ter se desenvolvido na China por mais de dois mil anos até então, e o Confúcio o mencionar no século V.
O xadrez japonês evoluiu na direção oposta à do xadrez ocidental. No xadrez ocidental, derivado do chaturanga, as peças foram ficando cada vez mais fortes. No xadrez japonês, elas ficaram gradualmente mais fracas porém mais agressivas, já que geralmente perderam sua capacidade defensiva. A peça do canto tornou-se a lança japonesa, que, como a torre, pode se mover para a frente, mas, ao contrário da torre, não pode ir para os lados ou para trás. (Um dos caracteres para a lança japonesa ainda é o mesmo que o caractere chinês para a biga). O cavalo do xadrez chinês tornou-se a "kiema" no xadrez japonês, que se move como um cavalo, mas somente para a frente, não para os lados ou para trás. Talvez o nome "kiema" seja derivado de "ma", que é a palavra falada para cavalo em chinês. (O "cavalo" em si, no xadrez japonês, é uma peça totalmente diferente, o bispo promovido, e foi acrescentado muito depois). O elefante no xadrez chinês tornou-se o "prata" no xadrez japonês, que se desloca uma, e não duas, casas diagonalmente e também pode se mover uma casa para a frente. O chanceler tornou-se o "ouro" japonês, uma peça um tanto diferente mas também fraca. O rei continuou um rei e os peões continuaram peões. Os peões japoneses andam e capturam do mesmo modo que os peões chineses, uma casa para a frente, e não capturam diagonalmente como no xadrez ocidental.
Já que essas diferenças, que são bem maiores que as diferenças entre o xadrez ocidental e o chinês, não podem ser explicadas apenas pela simples introdução no Japão, os japoneses acreditam que o jogo seguiu uma improvável rota através da península malaia e de lá entrou no Japão. Apoia essa tese o fato de que o xadrez burmês e o tailandês têm uma peça que se move exatamente como um prata no xadrez japonês. Finalmente, acreditam os japoneses que o período entre os séculos 13 e 15 trouxe a reintrodução da torre e a introdução do bispo. Isso explica a estranha posição da torre e do bispo no shogi, comparando com outros jogos similares ao xadrez. Kimura, Yoshinori, "Uma Introdução ao Shogi – Passado e Presente", Revista Trimestral de Shogi Ocidental, Federação Norte-Americana de Shogi, No. 3, p. 3, Outono, 1985.

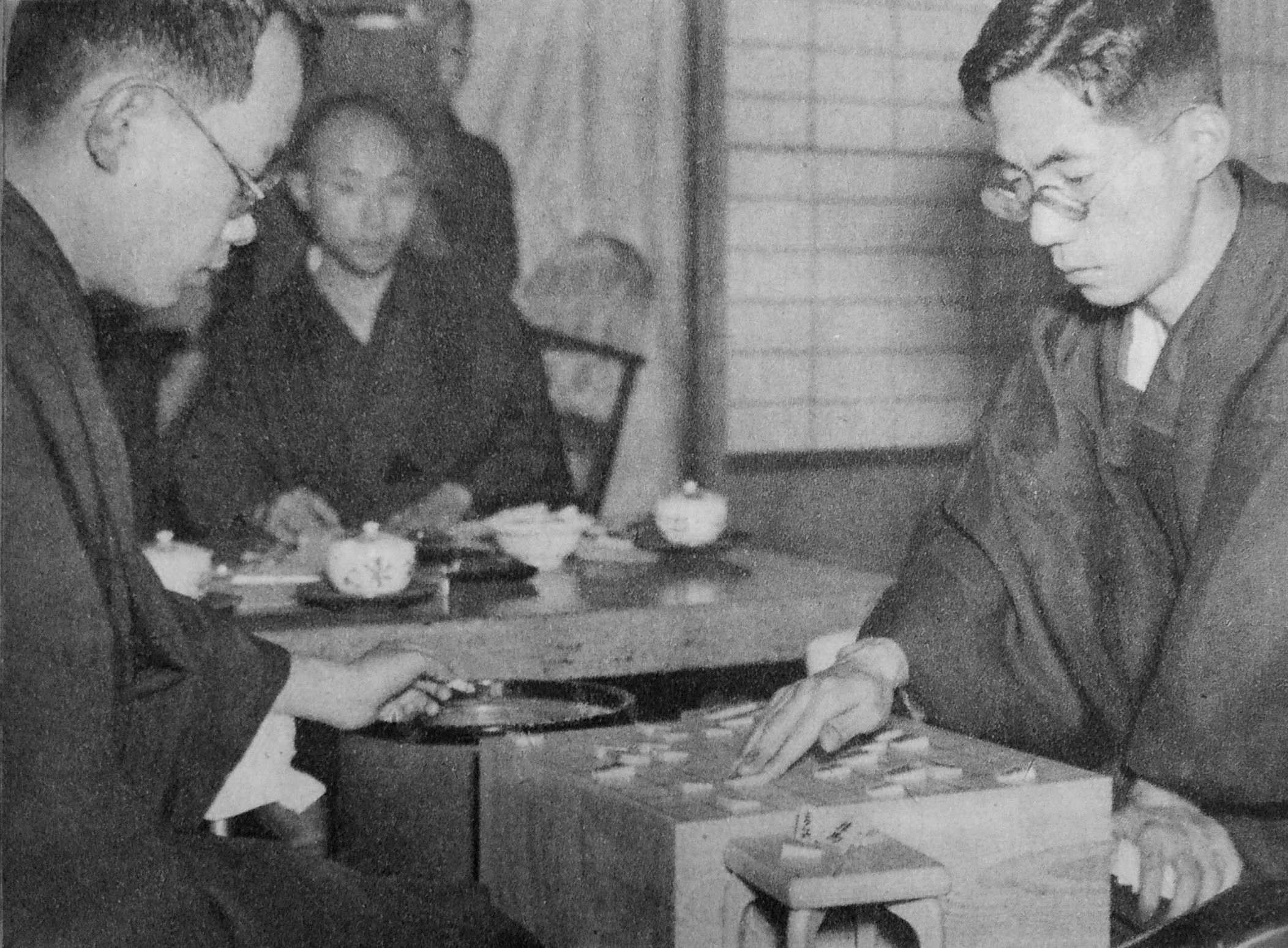
Partida profissional de Shogi em 1948, entre Ōyama e Tsukada

Acredita-se que a maior parte dessa evolução ocorreu dentro do próprio Japão. Os japoneses experimentaram largamente, e sugeriram mais de trinta tipos diferentes de peças num jogo chamado "grande shogi" e 21 peças no "médio shogi", comparadas às apenas oito do shogi moderno, sete do xadrez chinês, sete do xadrez coreano e seis do xadrez ocidental. Havia também o "grande shogi" e muitos outros tipos de shogi, vários dos quais gozaram de considerável popularidade em alguma época. O resultado final foi o jogo atual, tradicionalmente chamado "pequeno shogi", que contém muitas características que nenhuma outra forma popular de xadrez tem, inclusive o fato de as peças capturadas tornarem-se parte do exército inimigo, podendo reentrar no jogo, e de seis dos oito tipos de peças terem a possibilidade de ser promovidas a outra peça, uma vez que adentram o território inimigo. As peças japonesas também perderam sua cor e tornaram-se pentagonais em vez de circulares. Essas enormes mudanças não podem ser explicadas por qualquer processo evolutivo, que normalmente é lento. A única explicação possível é o fascínio japonês pela experimentação e pelo aperfeiçoamento de qualquer ideia que se introduza em seu país. O xadrez chinês também chegou à Coréia, mas relativamente poucas mudanças foram feitas.
Com relação ao antigo xadrez chinês, uma ideia controversa mas sólida em evidências afirma de que o xadrez original (anterior ao chaturanga) foi criado na China em 204-203 a.C. por Han Xin, um líder militar, embora a maioria dos especialistas ocidentais não aceite essa tese. Há duas referências ao xadrez na antiga literatura chinesa. A primeira foi de uma coleção de poemas conhecida como "Chu Chi" durante a Dinastia Chou (1046 - 255 a.C.). A segunda é de um famoso livro conhecido como "Shuo Yuan". Ambos são bem conhecidos na literatura chinesa. O fato de o antigo xadrez chinês também ter uma torre, um rei, um peão e um bispo, todos eles ocupando as mesmas posições iniciais no tabuleiro e com os mesmos movimentos e os mesmos significados que no conhecido antecessor medieval do xadrez moderno, é notavel. Em vista da conhecida história chinesa de isolacionismo, é improvável que um jogo de origem estrangeira possa ter entrado neste país vindo do exterior e se tornado tão imensamente popular entre os seus habitantes. Em vez disso, é mais lógico afirmar que ele se originou na China, se espalhou para a Ásia Central e chegou à Pérsia em torno do século VII. Sua chegada lá se deu num momento oportuno, pois o islamismo estava em seu início e começava a se expandir para a Índia e a Europa.